# Château de Chabannes
Le Château de Chabannes, à Saint-Pierre-de-Fursac, est durant la Seconde Guerre mondiale, un des home d'enfants en Creuse, géré par l'Œuvre de secours aux enfants (OSE), qui devient un refuge pour de nombreux enfants juifs pourchassés. Il est dirigé par Félix Chevrier.

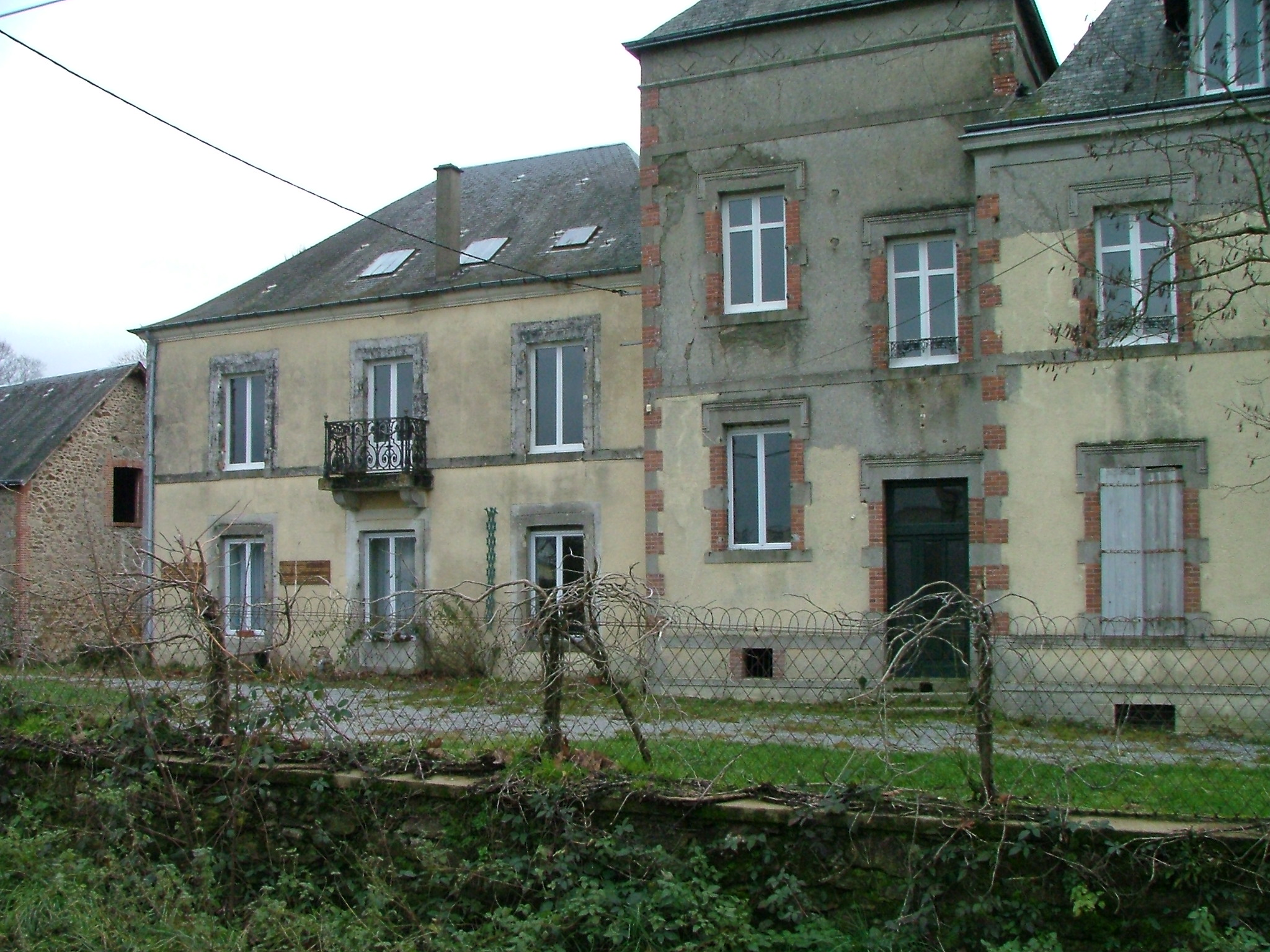
Château de Chabannes.

## Historique
Pendant la Seconde Guerre mondiale, la Creuse accueille près de 3 000 Juifs dont 1 000 enfants. L'OSE loue ou achète des châteaux afin d'héberger ces enfants : 
- Chaumont, près de Mainsat, sous la responsabilité de Lotte Schwarz.
- Le Masgelier, près de Grand-Bourg, dirigé par Jacques et Hélène Bloch. L'avocat Serge Klarsfeld et le comique Popeck y séjournèrent plusieurs mois.
- Chabannes, près de Saint-Pierre-de-Fursac qui accueillait 80 enfants[3] et était dirigé par Félix Chevrier.

En novembre 1939, Félix Chevrier, imprimeur, puis journaliste, socialiste, franc-maçon, proche du Front populaire, hostile à Vichy et républicain, accepte la direction du château de Chabannes. En deux mois, il fait d'un château à l'abandon un véritable lieu d'accueil pour des enfants arrivant de Berlin, de Varsovie et de Paris.
En 1942, le home héberge plus de cent enfants juifs. En 1943, ils sont cent vingt ; en décembre, le château est fermé.